# Wilhelm Langewiesche
Wilhelm Langewiesche (auch: Wilhelm Langewiesche-Brandt, Pseudonyme: Hans Amelungk, Johannes Armbruster, Ernst Hartung, Ulrich Korff-Rheda, Peter Kurz, Enno Nielsen; * 18. März 1866 in Barmen (heute Stadtteil von Wuppertal); † 9. Januar 1934 in Ebenhausen bei München) war ein deutscher Verleger und Schriftsteller.

## Leben
Wilhelm Langewiesche war der Sohn des Buchhändlers Wilhelm Robert Langewiesche, einer seiner Brüder war der Verleger Karl Robert Langewiesche. Wilhelm Langewiesche absolvierte nach dem Besuch des Gymnasiums eine Buchhändlerlehre und war als Buchhandlungsgehilfe in Wiesbaden, Halle (Saale), Leipzig und Breslau tätig. Ab 1893 war er Teilhaber der väterlichen Buchhandlung in Rheydt, und von 1896 bis 1903 Alleininhaber dieses Unternehmens. 1906 gründete er den Verlag Langewiesche-Brandt mit Sitz in Düsseldorf und Leipzig, im selben Jahr erfolgte der Umzug nach Ebenhausen bei München. Der Verlag war in den folgenden Jahren  besonders erfolgreich mit seiner Reihe „Die Bücher der Rose“. 
Wilhelm Langewiesche war zweimal verheiratet und hatte fünf Kinder, darunter die Schriftstellerin Marianne Langewiesche. 
Wilhelm Langewiesche veröffentlichte neben seiner verlegerischen Tätigkeit auch eigene Romane, Erzählungen und Gedichte und war Herausgeber von
Klassikerausgaben. 1923 wurde ihm von der Universität Bonn der Ehrendoktor verliehen.

## Werke
- Im Morgenlicht, Leipzig 1894
- Frauentrost, München 1902
- Planegg, München 1904
- Und wollen des Sommers warten, München 1906
- Jugend und Heimat, Ebenhausen b. München 1916
- Wolfs Geschichten um ein Bürgerhaus, München-Ebenhausen 
  - 1. Im Schatten Napoleons, 1919
  - 2. Vor Bismarcks Aufgang, 1919
- Das Unerkannte auf seinem Weg durch die Jahrtausende, Ebenhausen bei München 1922 (unter dem Namen Enno Nielsen)
- Georg Forster, Ebenhausen bei München 1923 (unter dem Namen Peter Kurz)
- Das große Geheimnis, Ebenhausen bei München 1923 (unter dem Namen Enno Nielsen)
- Jean Paul, Ebenhausen b. München 1925 (unter dem Namen Ernst Hartung)
- Der Widerschein, München 1925
- Die große Stunde des Camille Desmoulins, Ebenhausen bei München 1929 (unter dem Namen Ulrich Korff-Rheda)

## Herausgeberschaft
- Johann Wolfgang von Goethe: Alles um Liebe, Düsseldorf [u. a.] 1906 (herausgegeben unter dem Namen Ernst Hartung)
- Johann Wolfgang von Goethe: Vom tätigen Leben, Düsseldorf [u. a.] 1907 (herausgegeben unter dem Namen Ernst Hartung)
- Johann Wolfgang von Goethe: Über allen Gipfeln, Ebenhausen b. München 1908 (herausgegeben unter dem Namen Ernst Hartung)
- Wilhelmine Friederike Sophie von Brandenburg-Bayreuth: Eine preußische Königstochter, Ebenhausen-München [u. a.] 1910 (herausgegeben unter dem Namen Johannes Armbruster)
- E.T.A Hoffmann Ausgewählte Erzählungen 6ter Band Titel Buch, Menschen und Mächte-Die Bücher der Rose 1908 / 1917
- Helmuth Karl Bernhard von Moltke: Aufzeichnungen, Ebenhausen bei München 1922 (herausgegeben unter dem Namen Peter Kurz)
- Gottfried Keller: Briefe und Gedichte, Ebenhausen b. München 1925 (herausgegeben unter dem Namen Ernst Hartung)
- Goethe: Leben, Gedanken, Bildnisse, Königstein 1932
- Annette von Droste-Hülshoff: Die Droste, Ebenhausen bei München 1937 (herausgegeben unter dem Namen Hans Amelungk)
- Theodor Fontane: Das Bild des Vaters, Ebenhausen 1938